# Iglesia de Santa María Asunta (Busca)
La iglesia de Santa Maria Assunta, también conocida como iglesia de Santa Maria Assunta y San Vitale es la iglesia parroquial de Busca, en la provincia de Cuneo y diócesis de Saluzzo.

## Historia
La primitiva iglesia de Busca era de estilo gótico y fue construida en el siglo XIV al mismo tiempo que el campanario. En el informe de la visita de 1584 leemos que el cementerio estaba anexo a la iglesia, que estaba en buen estado de conservación. A principios del siglo XVIII nació la idea de rehacer la iglesia parroquial y, así, el 19 de marzo de 1708 el municipio encomendó a los contadores la tarea de buscar un ingeniero para redactar el proyecto. La elección recayó en el ingeniero Taricho, a quien se le habría pagado 144 liras. El 11 de mayo del año siguiente, como aún no se había presentado el diseño de la iglesia a construir, el municipio instó al ingeniero a presentarlo en poco tiempo, pero luego todo cayó en el olvido y no se hizo nada. Sólo en 1717 se recuperó el interés por la nueva iglesia parroquial, por lo que el 23 de marzo de ese año el consejo municipal decidió que era necesario sustituir la antigua iglesia por una nueva de mayores dimensiones y, un mes después, la El arquitecto monregalés Francesco Gallo recibió el encargo de redactar el proyecto del edificio a levantar, el diseño se entregó en mayo y las obras de la actual iglesia parroquial se iniciaron en julio, aunque el acto oficial de colocación de la primera piedra tuvo lugar el 15 de octubre. La iglesia fue terminada en 1728, fue bendecida y abierta al culto el 4 de junio de 1729 por el párroco don Giuseppe Francesco Celebrino, mientras que la consagración fue impartida el 7 de junio siguiente por el obispo Cristoforo Barattà.
En 1731 se constató que, durante las nevadas, la nieve que caía desde el tejado de la nave sobre los tejados de las capillas laterales las dañaba y se decidió sustituirlas, pero Francesco Gallo logró interrumpir la iniciativa; la cuestión se resolvió en 1737 con la reducción de la pendiente de la cubierta de la nave. Entre el 2 de abril y el 10 de mayo de 1808 varios terremotos azotaron la iglesia y la parte que sufrió más daños fue el ábside, lo que requirió obras inmediatas para evitar su derrumbe. Entre 1829 y 1831 se construyó la sacristía y en 1929 la iglesia parroquial, que ya en 1902 no se encontraba en condiciones óptimas, fue restaurada y decorada por el arquitecto Giuseppe Gallo y el pintor Giorgio Boasso. En 2012, el techo deberá ser restaurado tras la rotura de una armadura.

## Descripción

### Exterior
La fachada de la iglesia, de ladrillo visto, se divide en dos órdenes, ambos marcados por pilastras y semicolumnas encima del portal, que sin embargo quedó incompleto, hay una ventana caracterizada por un tímpano curvado.

### Interior
La planta de la iglesia es de cruz griega, la sala tiene bóvedas de cañón, mientras que el punto de encuentro de la nave y el crucero es de bóveda de medio punto rebajada. 
La sala termina con el presbiterio, elevado por tres escalones, caracterizado por la cúpula y una vez cerrado por el ábside semicircular, cubierto por bóveda de lavabo y adornado con frescos.